# Таверна
Тавѐрна (на италиански: Taverna) е малко градче и община в Южна Италия, провинция Катандзаро, регион Калабрия. Разположено е на 521 m надморска височина. Населението на общината е 2712 души (към 2010 г.).